# 笑裏蔵刀
笑裏蔵刀（しょうりぞうとう）は、兵法三十六計の第十計にあたる戦術。読み下し「笑裏（しょうり）に刀（かたな）を蔵（かく）す」である。中国の諺の「口蜜腹剣」と同意。
敵を攻撃する前段階として、まずは友好的に接近したり講和停戦して慢心させる作戦を指す。
『孫子』「行軍篇」は「謙虚な言葉遣いでありながら軍備を増しているものは、進撃するつもりである。突然に講和を申し込んでくるものは、謀略である」と言う。

## 事例
蜀の関羽は、呉の呂蒙を大変に恐れていたが、呂蒙は後任に陸遜を指名すると、病と称して呉の都に引き上げた。陸遜は、関羽にその武勇を褒め称えるとともに自分は弱卒にすぎないと謙遜する挨拶状を送りつけ、領内の運営も呂蒙よりもことさら下手に行った。関羽はこれを見て安心し、樊城攻略に全兵力を投入してしまった。そこで呂蒙は、すかさず密かに軍を率いて関羽の本拠地である江陵を攻め落としたのだった。
建国間もない隋は、582年に北周の代から争っていた陳と、陳の宣帝の死去に伴って講和を結んだ。隋の弔問に対する陳の返書は非常に驕慢なもので、隋の文帝（楊堅）はこれに怒ったが耐えて笑裏蔵刀の計を仕掛けることとした。陳の城主が隋に投降を申し出ても断り、陳の間諜を捕らえても衣馬を与えて陳へ送り返すほど、義理立てをして媚びを売り、酒色に溺れ奸臣に政治を牛耳られていた陳の後主（陳叔宝）をすっかり欺いた。同時に、江南の収穫期にあわせて、隋の人馬を動員した上で「隋が進軍する」と噂を流すことを繰り返して、収穫期に陳の人馬が動員されるよう仕向けて陳の農業生産を妨害し、かつ隋の軍の動員に対して陳が無反応になるよう工作した（無中生有）。隋が後梁を滅ぼした587年には公然と戦艦の建造を行ったが無中生有が効いており陳は防備を固めることも無かった。満を持して、588年3月に、文帝は、突如、後主の罪科二十条を挙げた討伐の勅をして、その写し30万部を江南一帯にばら撒いて宣伝した上で陳への攻撃を開始した（混水摸魚）。陳は一部勇戦するも将兵の投降が相次いで589年に滅亡した。（資治通鑑）　
宋代、渭州の知事曹彬が、客と将棋をしているとき、数千人の反乱兵が西夏との国境に向けて逃走した。国境警備の騎兵の報告を受けて、居合わせた諸将は茫然自失になったが、曹彬は変わらず談笑していた。そして、おもむろにその騎兵に「それはわしの命令だ。そのほうは騒がなくてよい」と答えた。西夏はこれを伝え聞いて、西夏に向かっている反乱兵は攻撃兵であるとみなし、ことごとく殺してしまった。（宋史：本件は按語に例示されているが曹彬が西夏に攻撃を仕掛けるために自称反乱兵を用いたという話でないのであれば、これはむしろ借刀殺人、隔岸観火、反間計である）